# Maxine
Maxine, artiestennaam van Gonny Buurmeester (Rotterdam, 14 oktober 1970), is een Nederlands zangeres die bekend werd dankzij haar deelname aan het Eurovisiesongfestival. Ze trad aanvankelijk op onder de naam Bojana.

## Biografie
Maxine bracht haar jeugd door in Rotterdam en verhuisde op latere leeftijd naar Breda. Muziek en zang hebben altijd een belangrijke rol gespeeld in haar leven: buiten het feit dat haar moeder en tante in de jaren zestig het zangduo de Young Sisters vormden, was Maxine al vanaf haar zesde bezig met jazzballet, pianoles, klassiek ballet en kinderkoortjes.
Op haar vijftiende kwam zij terecht in de schoolband en begon ze met zanglessen aan de Jazz Academie in Antwerpen. Haar eerste single werd een eigen vertolking van Roy Orbison: "A love so beautiful".

## Eurovisiesongfestival 1996
In 1996 deed Maxine mee aan het Eurovisiesongfestival, samen met zanger Franklin Brown, met wie zij uiteindelijk een 7de plaats behaalde met het liedje De eerste keer.

## Solo
Maxine begon in 1996, net als Brown, een solocarrière. Zij tekende een platencontract met CNR. In 1999 stapte ze over naar het platenlabel ABCD en vervolgens, in 2002-'03, naar haar huidige platenmaatschappij FBeyeproductions. Hierna volgden een aantal Nederlandse singles, onder andere "Als je weet wat je wilt", "Nooit meer alleen" en "Waanzin". Ook bracht ze twee Engelstalige singles uit, "African Dream" en "Don't Stop". Alle behaalden ze een notering in de Mega Top 100. Na het songfestival en het uitbrengen van haar eerste single "Als je weet wat je wilt" kreeg zij het zo druk dat ze haar vaste baan bij de Sociale Verzekeringsbank in Breda opzegde.
Ze zei in een interview hierover:
"Ik moest zo vaak vrij vragen bij mijn baas, dat ik nu maar mijn baan heb opgezegd. Dat is een risico, maar ik heb nu volledig gekozen voor mijn werk als zangeres."
In 2000 was Maxine deelneemster aan Big Brother VIPS.
In 2003 behaalde ze samen met dj Stuart (pseudoniem van Sjoerd Wijdoogen) een grote (zomer)hit met het liedje "Free" (Let It Be). Na het grote succes kwam er ook een tweede single, "Fuel To Fire".
In 2021 bracht het duo Franklin en Maxine in het tv-programma Even tot hier een satirische variant op het liedje De eerste keer onder de titel Het is niet de eerste keer over bewindslieden die steeds in de fout gaan met het in acht nemen van Coronamaatregelen. Ze waren in mei 2021 ook een keer te gast bij Koffietijd.
Maxine heeft een dochter.

## Trivia
Haar moeder Nelly en haar tante Willy de Jong vormden in de jaren zestig het zangduo de Young Sisters, die enkele singles opnamen op Philips platenlabel.

## Discografie

### Singles
| Single met eventuele hitnotering(en) in de Nederlandse Top 40 | Datum van verschijnen | Datum van binnenkomst | Hoogste positie | Aantal weken | Opmerkingen                          |
| ------------------------------------------------------------- | --------------------- | --------------------- | --------------- | ------------ | ------------------------------------ |
| De eerste keer                                                |                       | 20-04-1996            | 6               | 11           | met Franklin Brown/Alarmschijf       |
| Als je weet wat je wilt                                       | 10-8-1996             |                       | tip             |              |                                      |
| Nooit meer alleen                                             | 23-2-1997             |                       | tip             |              | nr. 87 Single Top 100                |
| Waanzin                                                       | 29-6-1997             |                       | tip             |              | nr. 87 Single Top 100                |
| African Dream                                                 | 6-3-1999              |                       | tip             |              | nr. 96 Single Top 100                |
| Free (let it be)                                              | 29-3-2003             |                       | 13              | 16           | met Stuart                           |
| Fuel to fire                                                  | 19-7-2003             |                       | 23              | 4            | met Stuart / Dancesmash op Radio 538 |
| Weekendje in Parijs                                           | 3-5-2024              |                       |                 |              | met Franklin Brown                   |

- International Standard Name Identifier: 0000 0001 3074 819X
- MusicBrainz: a5b8fba5-8213-4e32-9abc-1159b40596a7

1956: Jetty Paerl + Corry Brokken · 
1957: Corry Brokken · 
1958: Corry Brokken · 
1959: Teddy Scholten · 
1960: Rudi Carrell · 
1961: Greetje Kauffeld · 
1962: De Spelbrekers · 
1963: Annie Palmen · 
1964: Anneke Grönloh · 
1965: Conny Vandenbos · 
1966: Milly Scott · 
1967: Thérèse Steinmetz · 
1968: Ronnie Tober · 
1969: Lenny Kuhr · 
1970: Hearts of Soul · 
1971: Saskia & Serge · 
1972: Sandra & Andres · 
1973: Ben Cramer · 
1974: Mouth & MacNeal · 
1975: Teach-In · 
1976: Sandra Reemer · 
1977: Heddy Lester · 
1978: Harmony · 
1979: Xandra · 
1980: Maggie MacNeal · 
1981: Linda Williams · 
1982: Bill van Dijk · 
1983: Bernadette · 
1984: Maribelle · 
1986: Frizzle Sizzle · 
1987: Marcha · 
1988: Gerard Joling · 
1989: Justine Pelmelay · 
1990: Maywood · 
1992: Humphrey Campbell · 
1993: Ruth Jacott · 
1994: Willeke Alberti · 
1996: Maxine & Franklin Brown · 
1997: Mrs. Einstein · 
1998: Edsilia Rombley · 
1999: Marlayne · 
2000: Linda Wagenmakers · 
2001: Michelle · 
2003: Esther Hart · 
2004: Re-union · 
2005: Glennis Grace · 
2006: Treble · 
2007: Edsilia Rombley · 
2008: Hind · 
2009: Toppers · 
2010: Sieneke · 
2011: 3JS · 
2012: Joan Franka · 
2013: Anouk · 
2014: The Common Linnets · 
2015: Trijntje Oosterhuis · 
2016: Douwe Bob ·
2017: OG3NE · 
2018: Waylon · 
2019: Duncan Laurence · 
2021: Jeangu Macrooy · 
2022: S10 ·
2023: Mia Nicolai & Dion Cooper ·
2024: Joost Klein ·
2025: Claude